# Cirrhochrista figuratalis
Cirrhochrista figuratalis là một loài bướm đêm trong họ Crambidae.